# Aconitum saxatile
Aconitum saxatile är en ranunkelväxtart som beskrevs av Vorosh. och Viorobiev. Aconitum saxatile ingår i släktet stormhattar, och familjen ranunkelväxter. Utöver nominatformen finns också underarten A. s. truncatum.